# Hermann Schreiber (Historiker)
Hermann Schreiber (* 4. Mai 1920 in Wiener Neustadt; † 4. Mai 2014 in München) war ein österreichischer Historiker und Schriftsteller.

## Leben
Hermann Schreiber wurde als Sohn eines Buchhändlers geboren. Er studierte Germanistik, Philosophie und Ästhetik in Wien und wurde 1944 bei Josef Nadler mit einer Arbeit über Gerhart Hauptmann zum Dr. phil. promoviert. Nach Ende des Zweiten Weltkrieges arbeitete er zunächst als Lektor und Redakteur der Zeitschriften Plan und Österreichisches Tagebuch, später als Chefredakteur des Geistigen Frankreichs und Teilhaber eines Verlages. Von 1948 bis 1954 war Schreiber zudem Wiener Repräsentant und Literary Agent des Daily Mirror.
Seit 1949 war er darüber hinaus als freier Schriftsteller tätig. 1951 wurde sein erster Roman veröffentlicht. Seither verfasste er über 100 Romane, Essays, Novellen und Sachbücher, zum Teil unter den Pseudonymen Ludwig Bühnau, Ludwig Berneck, Ludwig Barring und Lujo Bassermann. Einer breiten Leserschaft wurde Schreiber vor allem durch seine populärwissenschaftlichen Werke zu geschichtlichen Themen und Personen bekannt, von denen zahlreiche zu Bestsellern wurden. Dabei schrieb er ebenso Biografien (u. a. August der Starke), Ländergeschichten (Die Geschichte Schottlands) und Anthologien (Die Neue Welt) wie allgemeingeschichtliche Abhandlungen (Die Hunnen). 2000 erschienen Schreibers Memoiren unter dem Titel Bücher, Frauen, Bücher.
Außerdem arbeitete er als Übersetzer französischsprachiger Literatur, u. a. von Georges Simenon.
Hermann Schreiber war der Bruder des Schriftstellers Georg Schreiber, mit dem er auch einige Bücher verfasste.

## Auszeichnungen
- 1968: Verleihung des Professorentitels durch den österreichischen Bundespräsidenten
- 1983: Kulturpreis der Stadt Baden bei Wien

## Werke (Auswahl)
- Die Glut im Rücken. Wiener Volksbuchverlag, 1952.
- Sturz in die Nacht. Berlin, Verlag der Nation, 1955.
- Versunkene Städte. Ein Buch von Glanz und Untergang. Neff, Wien 1955 (zus. mit Georg Schreiber)
- Sinfonie der Strasse. Econ, Düsseldorf 1959.
- Die zehn Gebote. Der Mensch und sein Recht. Econ, Wien/Düsseldorf 1962, ISBN 3-430-18039-2.
- Paris – Biographie einer Weltstadt. Piper, München 1967.
- Verkehr. Herausgegeben von Wernher von Braun, Deutsche Buch-Gemeinschaft, Darmstadt 1969
- Marco Polo – Karawanen nach Peking. Überreuther, Wien/Heidelberg 1974, ISBN 3-8000-2154-4.
- Die Hunnen. Attila probt den Weltuntergang. Econ, Wien und Düsseldorf 1976, ISBN 3-43018-045-7.
- Der verkommene Regent (1. Versailles-Roman). Schneekluth, München 1977.
- Die Bastionen de Ruhms (2. Versailles-Roman). Schneekluth, München 1978.
- Magellan und die Meere der Welt, Ueberreuter, 1978, ISBN 978-3800021802
- Das Schiff aus Stein. Venedig und die Venezianer. List, München 1979.
- Der verratene Traum (3. Versailles-Roman). Schneekluth, München 1979.
- Mein Sarg bleibt leer. Erzählungen. Schneekluth, München 1980, ISBN 3-7951-0655-9.
- Die Mätresse (4. Versailles-Roman). Schneekluth, München 1981.
- Ein König und die Liebe (5. Versailles-Roman). Schneekluth, München 1982.
- Blutroter September (6. Versailles-Roman). Schneekluth, München 1983.
- Wie die Deutschen Christen wurden. Lübbe, Bergisch Gladbach 1984, ISBN 3-7857-0343-0.
- Unsere frühen Bischofssitze. Umschau, Frankfurt am Main 1989, ISBN 3-524-65008-2.
- Die Belle Epoque. Paris 1871–1900. List, München 1990, ISBN 3-471-78747-X.
- Auf Römerstrassen durch Europa. Paul List, München 1985; Bechtermünz, Eltville am Rhein 1991.
- Auf den Spuren der Goten. List, München 1977, ISBN 3-471-78912-X; Weltbild, Augsburg 1993, ISBN 3-89350-555-5.
- Die Vandalen. Siegeszug und Untergang eines germanischen Volkes. Gondrom, Bindlach 1993, ISBN 3-8112-1024-6.
- Halbmond über Granada. 8 Jahrhunderte maurischer Herrschaft in Spanien. Weltbild, Augsburg 1995, ISBN 3-86047-092-2.
- Land im Osten. Verheißung und Verhängnis der Deutschen. Bechtermünz, Augsburg 1995, ISBN 3-86047-108-2.
- Die Geschichte Schottlands. Weltbild, Augsburg 1996, ISBN 3-89350-237-8.
- Irland. Seine Geschichte – seine Menschen. Katz, Gernsbach 1997, ISBN 3-925825-65-7.
- August der Starke. Katz, Gernsbach 2000, ISBN 3-925825-76-2.
- Bücher, Frauen, Bücher. Erinnerungen. Drei Ulmen, München 2000, ISBN 3-926087-22-6.
- Geschichte der Alchemie. Drei Ulmen, München 2006, ISBN 3-89996-511-6.
- Der deutsche Orden unter den Kreuzrittern. Nikol, Hamburg 2008, ISBN 978-3-937872-80-3.
- Ritter, Tod und Teufel. Kaiser Maximilian I. und seine Zeit. Katz, Gernsbach 2008, ISBN 978-3-8289-0894-9.